# Eparquía de Rostov y Yaroslavl
La eparquía de Rostov y Yaroslavl (en ruso: Ростовская и Ярославская епархия) fue una circunscripción eclesiástica de la Iglesia ortodoxa en Rusia. Se trataba de una eparquía rusa, sufragánea del metropolitanato de Yaroslavl y Rostov. El 6 de mayo de 1788 fue trasladada a Yaroslavl y renombrada eparquía de Yaroslavl y Rostov.

## Territorio y organización
La eparquía extendía su jurisdicción sobre los fieles de rito bizantino residentes en el área de la óblast de Yaroslavl.
La sede de la eparquía se encontraba en la ciudad de Rostov Veliki (que no debe confundirse con Rostov del Don), en donde se halla la Catedral de la Dormición de la Santísima Virgen María.

## Historia
La investigación arqueológica registra la presencia de objetos personales cristianos (cruces pectorales, etc.) en el territorio de Yaroslavl, la futura eparquía de Rostov, desde mediados hasta el tercer cuarto del siglo X. La propia eparquía de Rostov se fundó a principios de la década de 990 en Rostov Veliki como parte del metropolitanato de Kiev y toda la Rus de la Iglesia ortodoxa de Constantinopla. Su fundación se describe a continuación:

Después de Nóvgorod, san Miguel visitó la región de Rostov en 991 con predicación cristiana, acompañado por cuatro obispos, así como por un pariente del príncipe Vladimir, Dobrynya, y el sacerdote Anastasio. Evangelistas fervientes bautizaron a mucha gente aquí, erigieron numerosas iglesias, ordenaron sacerdotes y diáconos , y organizaron un clero. En 992, se nombró un obispo especial para Rostov; a partir de entonces, surgió aquí una eparquía que abarcaba toda la región de Rostov...

En 1154 las tierras que en el siglo XIX comprendían las provincias de Moscú, Vladímir, Yaroslavl, Kostromá, Tver, Nizhni Nóvgorod, Tula y Kaluga, así como muchas áreas de las provincias del norte: la región de Belozersk, Vologda, Veliky Ustyug, Perm y otras, estaban sujetas al gobierno de los jerarcas de Rostov.
Ya en el período premongol surgieron los primeros monasterios en el territorio de la eparquía, dos de los cuales, Avraamiev Rostov y Nikitsky Pereslavsky, existen hasta el día de hoy.
Desde el 28 de noviembre de 1390 los obispos de Rostov tomaron el rango de arzobispo.
Al final del mandato de Teodoro III, la eparquía de Rostov incluía, además de Rostov, Yaroslavl, Beloozero, Ustyug, Uglich-Pole y Mologa.
Cuando se estableció el patriarcado en Rusia en 1589, varios arzobispados, incluido el de Rostov, fueron elevados al rango de metropolitanatos.
El florecimiento de la cultura espiritual en los siglos XVI y XVII se plasmó en la construcción de magníficas iglesias de piedra, el desarrollo de la pintura de iconos y frescos, y la fundición de campanas. Los símbolos de esta época son el Kremlin de Rostov erigido por el metropolitano Jonás (Sysoevich) de Rostov, y la iglesia del Profeta Elías en Yaroslavl.
En 1786, como parte de la política general del Estado de unificar los centros y fronteras de las eparquía con los centros y fronteras de las entidades administrativas, se emitió un decreto para transferir la sede de Rostov Veliki a Yaroslavl, lo que se implementó prácticamente el 6 de mayo de 1788; en ese momento, la sede pasó a llamarse eparquía de Yaroslavl y Rostov, quedando suprimida la eparquía de Rostov y Yaroslavl.
En 1907 el clero de Rostov apeló al Sínodo solicitando el establecimiento de un vicariato en Rostov Veliki. La comunidad monástica apoyó plenamente al arzobispo, quien tenía una actitud negativa hacia el candidato propuesto y, por lo tanto, no quería establecer un nuevo vicariato. El conflicto se prolongó durante varios años. Fue necesaria la intervención del metropolitano Flaviano (Gorodetsky) de Kiev para impedir la apertura del vicariato.
El 22 de enero de 1920 se estableció el vicariato de Rostov de la eparquía de Yaroslavl. Después de 1935, no se llenó.

### Nombres
- Rostov y Súzdal: desde 992;
- Rostov, Súzdal, Vladímir y Murom: desde 1149;
- Rostov y Murom: desde 1164 (según otras fuentes: desde 1172);
- Rostov, Súzdal y Vladímir: desde 1198;
- Rostov, Pereyaslav y Yaroslavl: desde 1213 (1214);
- Rostov y Yaroslavl: desde 1226;
- Rostov, Yaroslavl y Belozersk: desde 1389 (1390);
- Rostov y Yaroslavl: desde el 26 de enero de 1589 (según otras fuentes: 1587);
- Yaroslavl y Rostov: desde el 16 de octubre de 1799 (según otras fuentes: 1783, 1786, 1787).

## Episcopologio
- Teodoro I (990/992-circa 1023)
- Hilarión (años 990)

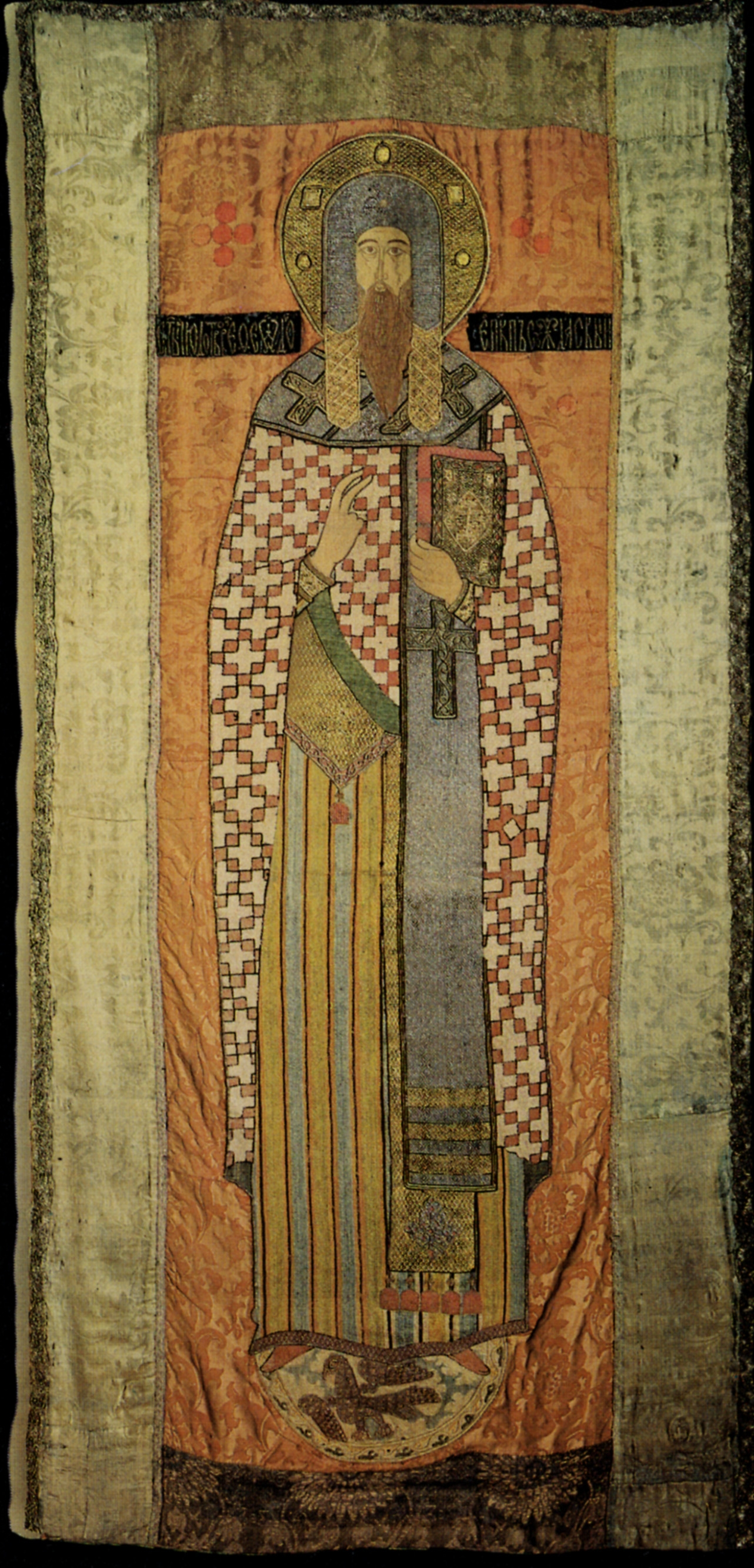
Teodoro I, primer obispo de Rostov

- Leoncio de Rostov (no más tarde de 1051-no más tarde de 1077)
- Isaías (1078-1090)
- Efraín (1090-no antes de 1112)
- Juan I (1131-1146)
- Néstor (1147-1157)
- León (1157-1162)
- Teodoro II (1162-1169)[6]
- Leoncio II (1172-1185)
- Nicolás (mencionado hacia 1185)
- Lucas (11 de marzo de 1185-10 de noviembre de 1189)
- Juan II (23 de enero de 1190-12 de mayo de 1214)
- Pacomio (1214-1216)
- Cirilo I (1216-16 de septiembre de 1229)
- Cirilo II (1230-21 de mayo de 1262)
- Ignacio I (19 de septiembre de 1262-1278)
- Dionisio (1278)
- Ignacio I (1278-28 de mayo de 1288)
- Tarasio (1288-1295)
- Simeón (1295-1311)
- Prójor (1311-7 de septiembre de 1328)
- Antonio (octubre de 1328-1336)
- Gabriel (1336-1346)
- Juan III (1346-1356)
- Ignacio II (1356-1364)
- Pedro (1364-1365)
- Arsenio (Lugovskói-Griva) (1374-1380)
- Matthew Grechin (mencionado entre 1381 y 1385)
- Jacobo (1386-1390)
- Teodoro III (1390-28 de noviembre de 1395)
- Gregorio el Sabio (29 de marzo de 1396-3 de mayo de 1416)
- Dionisio II el Griego (12 de julio de 1418-18 de octubre de 1425)
- Efraín (13 de abril de 1427-29 de marzo de 1454)
- Feodosio (Byvaltsev) (junio de 1454-3 de mayo de 1461)
- Trifón (13 de mayo de 1462-6 de agosto de 1467)
- Vassian (hocico) (13 de diciembre de 1467-23 de marzo de 1481)
- Joasaph (Obolensky) (22 de julio de 1481-1488)
- Tikhon (Malyshkin) (15 de enero de 1489-enero de 1503)
- Vassian (Sanin) (15 de enero de 1506-18 de agosto de 1515)
- Juan IV (9 de febrero de 1520-12 de mayo de 1525)
- Cirilo III (4 de marzo de 1526-1538)
- Dositeo (marzo de 1539-14 de agosto de 1542)
- Alexy (25 de febrero de 1543-1548)
- Nicander (17 de marzo de 1549-25 de septiembre de 1566)
- Cornelio (19 de enero de 1567-mencionado en 1574)
- Jonás (1574-20 de abril de 1577) no estuvo en la eparquía
- Abraham (mencionado en 1577)
- David (1578-1582)
- Eutimio (1583-diciembre de 1585)
- Job (9 de enero de 1585-11 de diciembre de 1586)
- Varlaam (Rogov) (enero de 1586-25 de marzo de 1603)
- Jonás (Dumin) (1603-1604)
- Kirill (Zavidov) (18 de marzo de 1605-abril de 1606)
- Filaret (Romanov) (mayo de 1606-22 de junio de 1619)
  - Kirill (Zavidov) (1611-1616) (obispo temporal)
- Varlaam (Starorushin) (1619-9 de julio de 1652)
- Iona Sysoevich (22 de agosto de 1652-20 de diciembre de 1690)
- Joasaph (Lazarevich) (5 de julio de 1691-10 de noviembre de 1701)
- Dmitry (Tuptalo) (4 de enero de 1702-28 de octubre de 1709)
- Dosifey (Glebov) (17 de junio de 1711-19 de febrero de 1718)
- Georgy (Dashkov) (13 de julio de 1718-28 de diciembre de 1730)
- Joachim (Vladimirov) (13 de abril de 1731-25 de diciembre de 1741)
- Arsenio (Matseevich) (13 de mayo de 1742-14 de abril de 1763)
- Afanasy (Volkhovsky) (26 de mayo de 1763-15 de febrero de 1776)
- Samuel (Mislavsky) (17 de marzo de 1776-22 de septiembre de 1783)
- Arseny (Vereshchagin) (22 de septiembre de 1783-6 de mayo de 1788)